# Pteragogus cryptus
 Pteragogus cryptus és una espècie de peix de la família dels làbrids i de l'ordre dels perciformes.

## Morfologia
Els mascles poden assolir els 9,5 cm de longitud total.

## Distribució geogràfica
Es troba al Mar Roig i des d'Indonèsia fins a Samoa, les Filipines, Micronèsia i la Gran Barrera de Corall.